# Omszki terület
Az Omszki terület (oroszul Oмская область) az Oroszországi Föderáció tagja. Székhelye Omszk. Határos Kazahsztánnal, a Novoszibirszki területtel, a Tomszki területtel és a Tyumenyi területtel. 2010-ben népessége 1 977 665 fő volt.

## Népesség

### Nemzetiségi megoszlás

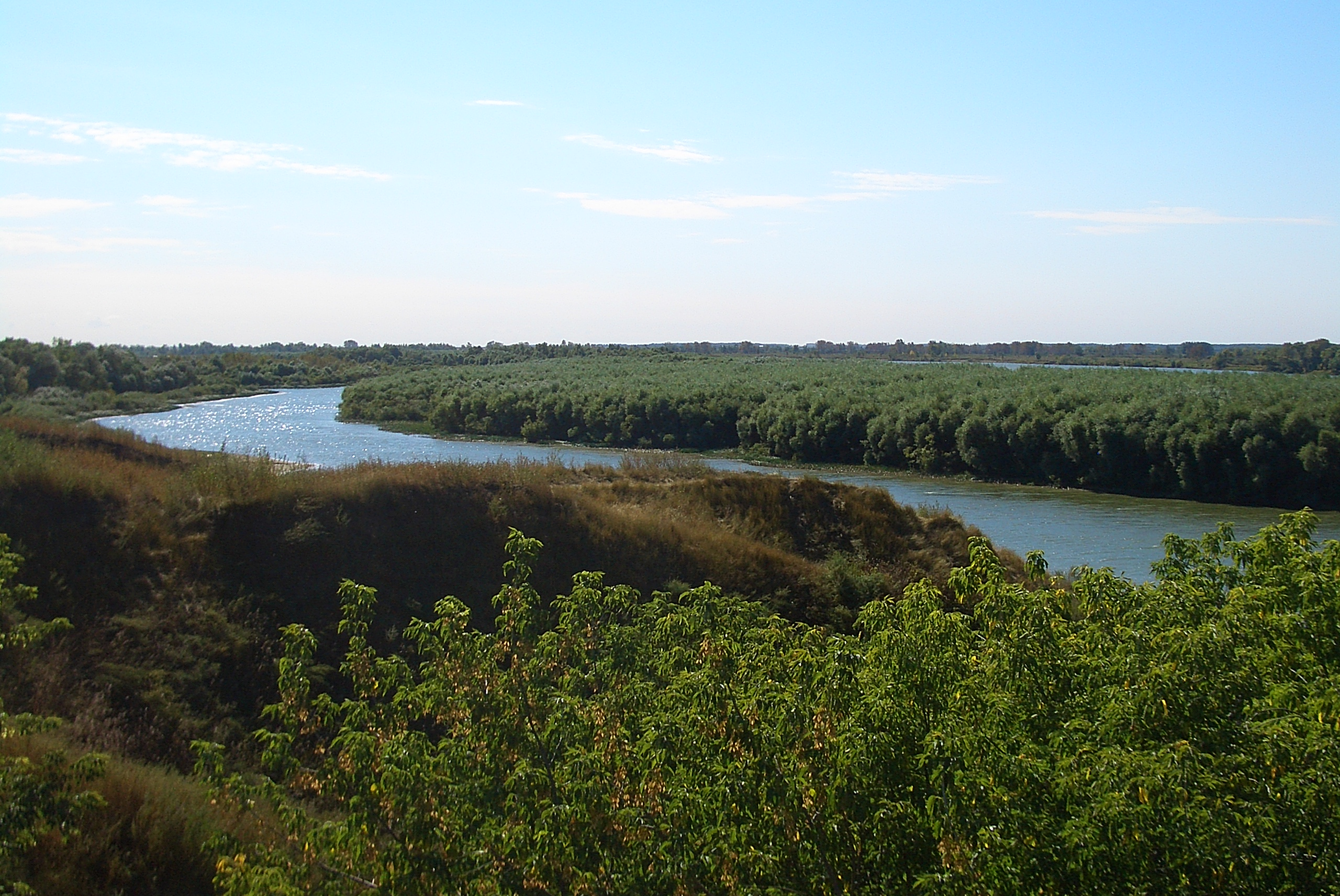
A területet érintő Irtis

A lakosság döntő többsége orosz nemzetiségű, de más nemzetiségek is lakják, főleg kazakok, ukránok, németek és tatárok.
Nemzetiségi összetétel:
|          | 1959-es népszámlálás | 1989-es népszámlálás | 2002-es népszámlálás | 2010-es népszámlálás |
| -------- | -------------------- | -------------------- | -------------------- | -------------------- |
| oroszok  | 1 273 736 (77,43%)   | 1 720 387 (80,32%)   | 1 735 512 (83,47%)   | 1 648 097 (83,34%)   |
| kazakok  | 44 876 (2,73%)       | 74 991 (3,5%)        | 81 618 (3,93%)       | 78 303 (3,96%)       |
| ukránok  | 128 011 (7,78%)      | 104 830 (4,89%)      | 77 884 (3,75%)       | 51 841 (2,62%)       |
| németek  | 105 728 (6,43%)      | 134 199 (6,27%)      | 76 334 (3,67%)       | 50 055 (2,53%)       |
| tatárok  | 36 421 (2,21%)       | 49 784 (2,32%)       | 47 796 (2,3%)        | 41 870 (2,12%)       |
| összesen | 1 645 017            | 2 141 909            | 2 079 220            | 1 977 665            |

### Települések
Az Omszki területen (a 2010. évi népszámláláskor) 6 város, 21 városi jellegű település és 1476 falusi település található, mely utóbbiak közül 24 lakatlan. A városi jellegű települések száma 1987-ben még 24 volt, a Szovjetunió megszűnése óta azonban néhány elvesztette e címét és faluvá alakult, Oroszország más területeihez hasonlóan.
A 2010. évi népszámlálás adatai szerint az Omszki területen 71% a városi (városokban vagy városi jellegű településeken élő) népesség aránya. A legnagyobb falu népessége megközelíti a kilencezer főt és összesen 16-é éri el a háromezret, melyek együttesen a terület lakosainak 4%-a számára nyújtanak otthont.
Az Omszki terület városai a következők (2010. évi népességükkel):
- Omszk, Омск (1 154 116)
- Tara, Тара (27 318)
- Iszilkul, Исилькуль (24 482)
- Kalacsinszk, Калачинск (23 556)
- Nazivajevszk, Называевск (11 615)
- Tyukalinszk, Тюкалинск (11 275)

## Közigazgatás és önkormányzatok
Az Omszki terület élén a kormányzó áll:
- Viktor Ivanovics Nazarov: 2012. május 30. – 2017. október 9. Ekkor idő előtti felmentését kérte.
- Andrej Leonyidovics Burkov: 2017. október 9. – a kormányzói feladatokat ideiglenesen ellátó megbízott. Megbízatása a következő kormányzói választásig szólt.[3] Kormányzónak megválasztva 2018. szeptember 9-én.[4]

Az Omszki terület (a 2010. évi népszámláláskor) közigazgatási szempontból 32 járásra oszlik. A 6 város mindegyike területi alárendeltségű, így nem tartoznak egyik járáshoz sem, és közülük Tara városához falusi terület is be van osztva, amely szintén nem része egyik járásnak sem.
Az önkormányzatok területi beosztása nagyjából megegyezik a közigazgatási felosztással. A 32 járás mindegyikében járási önkormányzat működik, a városok közül pedig Omszk a járásoktól független városi körzetet alkot, tehát egyszintű önkormányzata van, mely egyszerre gyakorolja a járási és a községi önkormányzati hatásköröket. A többi város viszont, melyek a közigazgatási beosztás szerint a járásoktól függetlenek, nem alkotnak városi körzetet, hanem annak a járási önkormányzatnak vannak alárendelve, amelynek a területén fekszenek. A járásokhoz összesen 26 városi község – ezek székhelye egy város vagy városi jellegű település – és 365 falusi község tartozik.
A közigazgatási járások neve, székhelye és 2010. évi népességszáma az alábbi:
| Magyar név                     | Orosz név                            | Székhely          | Lélekszám |
| ------------------------------ | ------------------------------------ | ----------------- | --------- |
| Azovói német nemzetiségi járás | Азовский немецкий национальный район | Azovo             | 22 925    |
| Bolserecsjei járás             | Большереченский район                | Bolserecsje       | 28 486    |
| Bolsije Uki-i járás            | Большеуковский район                 | Bolsije Uki       | 8 174     |
| Cserlaki járás                 | Черлакский район                     | Cserlak           | 30 344    |
| Gorkovszkojei járás            | Горьковский район                    | Gorkovszkoje      | 20 807    |
| Iszilkuli járás                | Исилькульский район                  | Iszilkul          | 18 942    |
| Kalacsinszki járás             | Калачинский район                    | Kalacsinszk       | 18 197    |
| Koloszovkai járás              | Колосовский район                    | Koloszovka        | 12 803    |
| Kormilovkai járás              | Кормиловский район                   | Kormilovka        | 24 726    |
| Krutyinkai járás               | Крутинский район                     | Krutyinka         | 17 408    |
| Ljubinszkiji járás             | Любинский район                      | Ljubinszkij       | 37 735    |
| Marjanovkai járás              | Марьяновский район                   | Marjanovka        | 27 595    |
| Moszkalenki járás              | Москаленский район                   | Moszkalenki       | 28 968    |
| Muromcevói járás               | Муромцевский район                   | Muromcevo         | 23 795    |
| Nazivajevszki járás            | Называевский район                   | Nazivajevszk      | 12 372    |
| Novovarsavkai járás            | Нововаршавский район                 | Novovarsavka      | 24 450    |
| Nyizsnyaja Omka-i járás        | Нижнеомский район                    | Nyizsnyaja Omka   | 15 826    |
| Ogyesszkojei járás             | Одесский район                       | Ogyesszkoje       | 17 422    |
| Okonyesnyikovói járás          | Оконешниковский район                | Okonyesnyikovo    | 14 791    |
| Omszki járás                   | Омский район                         | Rosztovka         | 94 086    |
| Pavlogradkai járás             | Павлоградский район                  | Pavlogradka       | 20 034    |
| Poltavkai járás                | Полтавский район                     | Poltavka          | 21 772    |
| Russzkaja Poljana-i járás      | Русско-Полянский район               | Russzkaja Poljana | 19 333    |
| Serbakuli járás                | Шербакульский район                  | Serbakul          | 21 342    |
| Szargatszkojei járás           | Саргатский район                     | Szargatszkoje     | 20 014    |
| Szegyelnyikovói járás          | Седельниковский район                | Szegyelnyikovo    | 10 943    |
| Tarai járás                    | Тарский район                        | Tara              | 19 242    |
| Tavricseszkojei járás          | Таврический район                    | Tavricseszkoje    | 36 458    |
| Tyevrizi járás                 | Тевризский район                     | Tyevriz           | 15 485    |
| Tyukalinszki járás             | Тюкалинский район                    | Tyukalinszk       | 14 831    |
| Uszty-isimi járás              | Усть-Ишимский район                  | Uszty-Isim        | 13 480    |
| Znamenszkojei járás            | Знаменский район                     | Znamenszkoje      | 12 427    |